# Karibuni
Karibuni ist eine international besetzte Musikgruppe aus Münster. Die Gruppe hat das Genre einer Weltmusik für Kinder in Deutschland begründet und seit 1997 einem breiten Publikum nahegebracht. Der Gruppenname Karibuni bedeutet „Willkommen“ in der ostafrikanischen Sprache Swahili und ist dem Titel der ersten CD Karibuni Watoto („Willkommen Kinder“) entlehnt. 

## Geschichte
Karibuni wurde 1997 von der äthiopischen Musikerin Josephine Kronfli und dem Ex-Cochise-Musiker Pit Budde in Münster gegründet. Das Konzept von Karibuni ist, Lieder unterschiedlicher Kulturen in einer für die hiesigen Kinder und Erwachsenen ansprechenden Art und Weise zu arrangieren und zweisprachig, in der Originalsprache und einer deutschen Übertragung zu singen. Dabei spielt eine große Rolle, dass an jeder Produktion Musiker aus den entsprechenden Kulturen beteiligt sind. So will die Karibuni-Musik eine Art behutsamer Übertragung der Original-Melodien und -Klänge in die sich verändernden Hörgewohnheiten von Kindern und Erwachsenen in Deutschland sein. 
Eine Vielzahl von Musikinstrumenten unterschiedlichster Kulturen gibt jeder Karibuni-CD einen neuen Klang und Charakter. Von afrikanischen, orientalischen, indianischen Trommeln, diversen Perkussionsinstrumenten, über die arabisch-türkische Knickhalslaute Oud, Baglamas, Geige, Lamellophon, diversen Flöten, der finnischen Kantele, dem alpenländischen Hackbrett, einer Samba-Band, Andine Musik bis zu Gitarre, Bass, Trompete und dem Akkordeon gibt es eine Klang- und Stilvielfalt zu hören. Bei Karibuni-CDs und Programmen haben Musiker aus Angola, Äthiopien, Mali, Bolivien, Kolumbien, Chile, Indianer und Inuit aus Kanada, Ukraine, Polen, Finnland, Island, Kongo, Sambia, Tansania, Mongolei, China, Brasilien, Spanien, Portugal, Türkei, Palästina, Marokko, Italien und Australien mitgewirkt. Teilweise entstanden Aufnahmen für einzelne Lieder in Äthiopien, Sambia, Mali oder auch beim Besuch der Indianer und Inuit in Kanada.
Seit 2013 geht die um mehrere internationale Musiker erweiterte Gruppe unter dem Namen karibuni @ddis zusätzlich mit einem Programm für Erwachsene auf die Bühne. Seit 2022 organisiert Karibuni das Kindermusikfestival Münster, seit 2024 das Kindermusikfestival Münsterland.

## Diskografie
- Karibuni Watoto (1997; Ökotopia), Kinderlieder aus Afrika
- Fliegende Feder (1998; Ökotopia), Indianische Kultur in Liedern und Geschichten
- Iftah ya simsim (1999; Ökotopia), Orientalische Kinderlieder
- Didgeridoo & Känguru (2000; Ökotopia), Australien in Liedern und Geschichten
- Karneval der Kulturen (2001; Ökotopia), Kinderlieder aus Lateinamerika
- Santa, Sinter, Joulupukki (2002; Ökotopia), So klingt Weihnachten hier und anderswo
- Pickadill & Poppadom (2003; Ökotopia), Kinderlieder aus Großbritannien
- Hano Hanoqitho (2004; Ökotopia), Ostern und Frühling hier und anderswo
- Shalom-Salam, peace4kids (2005; Ökotopia), Kinderlieder für den Frieden
- Wer sagt denn hier noch Eskimo? (2005; Ökotopia), Inuit Lieder und Geschichten
- Gute Nacht Kinder in aller Welt (2006; Ökotopia), Schlaflieder und Geschichten
- Regenwald & Dschungelwelt (2007; Ökotopia), Lieder und Geschichten aus den Regenwäldern
- Panda, Orca, Känguru (2009; Ökotopia), Tierlieder aus aller Welt
- Weltmusik für Kinder (2009; Ökotopia)
- Tadias! Kommt mit nach Afrika (2010; Ökotopia), Kinderlieder aus Afrika
- Backroad to Ethiopia (2013; Westpark Music), karibuni @ddis
- Waka Waka – Kinderlieder aus der großen weiten Welt (2016 Universal Music)
- Musik ist Heimat (2018; Ökotopia), Kinderlieder aus aller Welt
- Märchen aus Afrika (2021, Fuego), Hörbuch
- Jim along Josie (2021, Fuego), Kinderlieder aus dem Repertoire von Woody Guthrie, Pete Seeger, Leadbelly, Johnny Cash und anderen
- Märchen aus Äthiopien (2022, Fuego), Hörbuch
- Pentatonische Kinderlieder (2023, Fuego), Fünf Töne reisen um die Welt
- Der Himmlische Flötenspieler (2025, Fuego), Hörbuch

## Auszeichnungen
- 2001: Preis der Deutschen Schallplattenkritik für die CD iftah ya simsim
- 2002: Sonderpreis von Pro Folk für die musikalische Arbeit für und mit Kindern
- 2005: Preisträger beim ersten multikulturellen Kinderliederwettbewerb des WDR und von UNICEF
- 2010: Preis der Deutschen Schallplattenkritik für die CD Tadias! Kommt mit nach Afrika
- 2011: Gute Musik für Kinder Empfehlung des VdM für die CD Panda, Orca, Känguru